# Хед ов Харбор (Њујорк)
Хед ов Харбор (енгл. Head of the Harbor) град је у америчкој савезној држави Њујорк.

## Демографија
По попису из 2010. године број становника је 1.472, што је 25 (1,7%) становника више него 2000. године.
| Група             | 2000.         | 2010.         |
| Белци             | 1.358 (93,8%) | 1.363 (92,6%) |
| Афроамериканци    | 18 (1,2%)     | 10 (0,7%)     |
| Азијати           | 47 (3,2%)     | 39 (2,6%)     |
| Хиспаноамериканци | 20 (1,4%)     | 46 (3,1%)     |
| Укупно            | 1.447         | 1.472         |